# Тейт, Миша
Миша Тереза Тейт (англ. Miesha Theresa Tate; род. 18 августа 1986, Такома, Вашингтон) — американский боец смешанных боевых искусств, выступающая под эгидой «UFC» в женской легчайшей весовой категории, актриса. Бывшая чемпионка UFC и бывшая чемпионка Strikeforce в женском легчайшем весе. Занимает 12 строчку официального рейтинга UFC в женском легчайшем весе.

## Молодость
Родилась в Такоме, штат Вашингтон. Занималась в школьной секции по борьбе в группе с мальчиками. В 2005 году выиграла Женский государственный чемпионат школьного уровня. Затем одержала победу в чемпионате уровня Штата в весовой категории 71 кг.
После этого стала посещать занятия по смешанным единоборствам в клубе, при Центральном Вашингтонском университете. Главой клуба был Брайан Карауэй, который стал первым и единственным тренером Миши Тейт вплоть до окончания её карьеры. На любительском уровне Тейт одержала 5 побед при одном поражении, после чего перешла в профессионалы.

## Профессиональный спорт

### Карьера в Strikeforce
Дебют Миши Тейт состоялся в 2007 в односуточном Женском Гран-При HOOKnSHOOT. Одержала в нём победу над Яной Финни решением рефери в ринге, но после проиграла нокаутом в первом раунде Кэйтлин Янг.
27 июня 2008 Тейт столкнулась с воспитанницей Кунг Ли Элайной Максвелл в турнире
Strikeforce
: Мелендес против Thomson. Тейт перешла в верхнюю весовую категорию и одержала победу единогласным решением судей. Победила ещё трижды и выиграла титул чемпионки Женского боксёрского чемпионата по версии FCF, победив Лиз Каррейро в Freestyle Cage Fighting 4 апреля 2009.
15 мая 2009 приняла участие в турнире Strikeforce Challengers: Evangelista vs. Aina. Тейт вышла против Сары Кауфман. Тейт проиграла единогласным решением судей. 26 марта 2010 в турнире Strikeforce Challengers: Johnson vs. Mahe Тейт провела бой против Зойлы Гюржел, одержав победу болевым на руку.
13 августа 2010 в женском турнире Strikeforce Challengers: Riggs vs. Taylor провела два боя. Первый бой был против Майю Куяла, Тейт одержала победу после двух раундов единогласным решением. Во втором бою Тейт победила Хитоми Акано после трёх раундов, единогласным решением и стала чемпионом в этом турнире в своей весовой категории 61 кг.
По планам, Тейт должна была провести бой против чемпионки Strikeforce Марлос Кунен 5 марта 2011 года в Strikeforce Women’s Bantamweight Championship, но не смогла по причине травмы колена. Встреча бойцов состоялась 30 июля 2011 в турнире Strikeforce: Фёдор против Хендерсона. Тейт одержала победу приёмом удушение треугольником и стала победительницей турнира, и новой чемпионкой Strikeforce.
3 марта 2012 состоялась защита титула чемпионки мира по версии Strikeforce в турнире Tate vs. Rousey. Тейт проиграла Ронде Раузи болевым на руку, при этом сама пытавшись сделать узел локтя.
18 августа 2012 в турнире Strikeforce: Rousey vs. Kaufman Тейт провела бой с Джули Кедзи и одержала победу в третьем раунде болевым на руку.

### Карьера в UFC
В феврале 2013 года Тейт заключила контракт с UFC и было объявлено что первый её бой в этой организации будет 13 апреля 2013 против Кейт Зингано в событии The Ultimate Fighter 17 Finale. Тейт проиграла в этом поединке техническим нокаутом в третьем раунде. Сама Тейт была не согласна с таким решением, обвинив рефери в преждевременной остановке боя.
28 декабря 2013 в UFC 168 состоялся бой-реванш Тейт против Ронды Раузи за титул чемпиона в лёгком весе. Перед этим поединком в прессе активно делался нажим на скандальность и непримиримость соперниц. Тейт проигрывала поединок по очкам в течение двух раундов, и в третьем раунде проиграла Ронде болевым на руку. Миша была первой и единственной, кто сумел продержаться против Ронды Роузи до третьего раунда. После поражения Ронде Раузи на UFC 168, Миша выиграла 4 боя подряд, последовательно победив Лиз Кармуш, Рин Накай, Сару Макманн и Джессику Ай, тем самым заслужив ещё один титульный шанс, но уже против новой чемпионки легчайшего веса Холли Холм. Бой был запланирован на UFC 196 5 марта 2016 года на MGM гранд.
5 марта состоялся титульный бой против Холли Холм на MGM гранд, и в пятом заключительном раунде Миша одержала победу удушающим приёмом. После победы Тейт новая чемпионка легчайшего веса UFC.
9 июля 2016 на UFC 200 проводила первую защиту титула против четвёртого номера легчайшего женского дивизиона бразильянки Аманды Нуньес. Бой закончился в первом раунде поражением Тейт удушающим приёмом сзади.
12 ноября 2016 года на UFC 205 после поражения Ракель Пеннингтон, Миша Тейт заявила о завершении карьеры.
В ноябре 2018 года Миша Тейт приняла приглашение занять пост вице-президента сингапурской организации в мире смешанных единоборств «ONE Championship»
«Миша — одна из величайших женщин-бойцов в истории смешанных единоборств. К тому же, у неё золотое сердце. Миша переберётся в Сингапур в начале 2019-го и станет нашим вице-президентом», — сообщил президент ONE FC Чатри Ситьодтонг
В 2021 году Миша Тейт заявила о возвращении в ММА. Она подписала контракт с UFC на шесть поединков. 17 июля 2021 года Миша Тейт встретилась с 43-летней Мэрион Рено, которую финишировала в 3-м раунде техническим нокаутом.

## Статистика
| Боёв 30  | Побед 20 | Поражений 10 |
| -------- | -------- | ------------ |
| Нокаутом | 4        | 2            |
| Сдачей   | 8        | 3            |
| Решением | 8        | 5            |

| Результат | Рекорд | Соперник          | Способ                                        | Турнир                                        | Дата             | Раунд | Время | Место                  | Примечание                                                                    |
| --------- | ------ | ----------------- | --------------------------------------------- | --------------------------------------------- | ---------------- | ----- | ----- | ---------------------- | ----------------------------------------------------------------------------- |
| Поражение | 20-10  | Яна Сантос        | Единогласное решение                          | UFC on ESPN: Сэндхэген vs. Фигейреду          | 3 мая 2025       | 3     | 5:00  | Де-Мойн, Айова, США    |                                                                               |
| Победа    | 20-9   | Джулия Авила      | Сдача (удушение сзади)                        | UFC on ESPN: Дариюш vs. Царукян               | 2 декабря 2023   | 3     | 1:15  | Остин, Техас, США      | Выступление вечера.                                                           |
| Поражение | 19-9   | Мёрфи, Лорен      | Единогласное решение                          | UFC Fight Night: Ортега vs. Родригес          | 16 июля 2022     | 3     | 5:00  | Элмонт, Нью-Йорк, США  |                                                                               |
| Поражение | 19-8   | Кетлин Виейра     | Единогласное решение                          | UFC Fight Night: Виейра vs. Тейт              | 21 ноября 2021   | 5     | 5:00  | Лас-Вегас, Невада, США |                                                                               |
| Победа    | 19-7   | Марион Рено       | ТКО (удары руками)                            | UFC on ESPN: Махачев vs. Мойзес               | 17 июля 2021     | 3     | 1:53  | Лас-Вегас, США         | Выступление вечера.                                                           |
| Поражение | 18-7   | Ракель Пеннингтон | Единогласное решение                          | UFC 205                                       | 12 ноября 2016   | 3     | 5:00  | Нью-Йорк, США          |                                                                               |
| Поражение | 18-6   | Аманда Нунис      | Техническое удушение (сзади)                  | UFC 200                                       | 9 июля 2016      | 1     | 3:16  | Лас-Вегас, США         | Утратила титул чемпионки UFC в женском легчайшем весе.                        |
| Победа    | 18-5   | Холли Холм        | Техническое удушение (сзади)                  | UFC 196                                       | 5 марта 2016     | 5     | 3:30  | Лас-Вегас, США         | Завоевала титул чемпионки UFC в женском легчайшем весе. «Выступление вечера». |
| Победа    | 17-5   | Джессика Ай       | Единогласное решение                          | UFC on Fox: Dillashaw vs. Barão 2             | 25 июля 2015     | 3     | 5:00  | Чикаго, США            |                                                                               |
| Победа    | 16-5   | Сара Макманн      | Решение большинства                           | UFC 183                                       | 31 января 2015   | 3     | 5:00  | Лас-Вегас, США         |                                                                               |
| Победа    | 15-5   | Рин Накай         | Единогласное решение                          | UFC Fight Night: Hunt vs. Nelson              | 20 сентября 2014 | 3     | 5:00  | Сайтама, Япония        |                                                                               |
| Победа    | 14-5   | Лиз Кармуш        | Единогласное решение                          | UFC on Fox: Werdum vs. Browne                 | 19 апреля 2014   | 3     | 5:00  | Орландо, США           |                                                                               |
| Поражение | 13-5   | Ронда Раузи       | Болевой приём (рычаг локтя)                   | UFC 168                                       | 28 декабря 2013  | 3     | 0:58  | Лас-Вегас, США         | Бой за титул чемпионки UFC в женском легчайшем весе. «Лучший бой вечера».     |
| Поражение | 13-4   | Кэт Зингано       | Технический нокаут (удары коленями и локтями) | The Ultimate Fighter 17 Finale                | 13 апреля 2013   | 3     | 2:55  | Лас-Вегас, США         | «Лучший бой вечера».                                                          |
| Победа    | 13-3   | Джули Кедзи       | Болевой приём (рычаг локтя)                   | Strikeforce: Rousey vs. Kaufman               | 18 августа 2012  | 3     | 3:28  | Сан-Диего, США         |                                                                               |
| Поражение | 12-3   | Ронда Раузи       | Болевой приём (рычаг локтя)                   | Strikeforce: Tate vs. Rousey                  | 3 марта 2012     | 1     | 4:27  | Лас-Вегас, США         | Утратила титул чемпионки Strikeforce в женском легчайшем весе.                |
| Победа    | 12-2   | Марлус Кунен      | Удушающий приём (треугольник руками)          | Strikeforce: Fedor vs. Henderson              | 30 июля 2011     | 4     | 3:03  | Хоффман-Истейтс, США   | Завоевала титул чемпионки Strikeforce в женском легчайшем весе.               |
| Победа    | 11-2   | Хитоми Акано      | Единогласное решение                          | Strikeforce Challengers: Riggs vs. Taylor     | 13 августа 2010  | 3     | 3:00  | Финикс, США            | Финал Гран-При Strikeforce в женском полусреднем весе.                        |
| Победа    | 10-2   | Майю Куяла        | Единогласное решение                          | Strikeforce Challengers: Riggs vs. Taylor     | 13 августа 2010  | 2     | 3:00  | Финикс, США            | Полуфинал Гран-При Strikeforce в женском полусреднем весе.                    |
| Победа    | 9-2    | Зойла Гуржел      | Болевой приём (рычаг локтя)                   | Strikeforce Challengers: Johnson vs. Mahe     | 26 марта 2010    | 2     | 4:09  | Фресно, США            |                                                                               |
| Победа    | 8-2    | Валери Кулбо      | Болевой приём (рычаг локтя)                   | Freestyle Cage Fighting 38                    | 16 января 2010   | 1     | 4:45  | Талса, США             | Защитила титул чемпионки FCF в женском легчайшем весе.                        |
| Победа    | 7-2    | Сара Ориза        | Нокаут (удар ногой в голову)                  | Cage Sport 7                                  | 3 октября 2009   | 2     | 0:08  | Такома, США            |                                                                               |
| Поражение | 6-2    | Сара Кауфман      | Единогласное решение                          | Strikeforce Challengers: Evangelista vs. Aina | 15 мая 2009      | 3     | 3:00  | Фресно, США            |                                                                               |
| Победа    | 6-1    | Лизбет Каррейро   | Удушающий приём (удушение Вон Флю)            | Freestyle Cage Fighting 30                    | 4 апреля 2009    | 3     | 2:48  | Шони, США              | Завоевала титул чемпионки FCF в женском легчайшем весе.                       |
| Победа    | 5-1    | Дора Баптист      | Удушающий приём (треугольник)                 | Atlas Fights: USA vs. Brazil                  | 21 февраля 2009  | 1     | 1:48  | Билокси, США           |                                                                               |
| Победа    | 4-1    | Джессика Беднарк  | Технический нокаут (удары)                    | Freestyle Cage Fighting 27                    | 31 января 2009   | 1     | 1:22  | Шони, США              |                                                                               |
| Победа    | 3-1    | Джейми Линн Уэлш  | Технический нокаут (удары)                    | Cage Sport 4                                  | 29 ноября 2008   | 1     | 2:21  | Такома, США            |                                                                               |
| Победа    | 2-1    | Элайна Максвелл   | Единогласное решение                          | Strikeforce: Melendez vs. Thomson             | 27 июня 2008     | 3     | 3:00  | Сан-Хосе, США          |                                                                               |
| Поражение | 1-1    | Кейтлин Янг       | Нокаут (удар ногой в голову)                  | H’n’S BodogFIGHT 2007 Women’s Tournament      | 24 ноября 2007   | 1     | 0:30  | Эвансвилл, США         |                                                                               |
| Победа    | 1-0    | Джен Финни        | Единогласное решение                          | H’n’S BodogFIGHT 2007 Women’s Tournament      | 24 ноября 2007   | 4     | 3:00  | Эвансвилл, США         |                                                                               |

## Титулы и достижения

### Смешанные боевые искусства
- Ultimate Fighting Championship
  - Чемпионка UFC в женском легчайшем весе (один раз)
  - Обладательница премии «Лучший бой вечера» (два раза) против Кэт Зингано, Ронды Раузи
  - Обладательница премии «Выступление вечера» (один раз) против Холли Холм
- Strikeforce
  - Чемпионка Strikeforce в женском легчайшем весе
  - Победительница Гран-при Strikeforce в женском легчайшем весе
- Freestyle Cage Fighting
  - Чемпионка Freestyle Cage Fighting в женском легчайшем весе
- World MMA Awards
  - Лучшая женщина-боец года (2011)[4]

## Медийная деятельность
Миша Тейт снялась в документальном фильме режиссёра Джеймса З. Фэна — Fight Life. Фильм вышел 12 января 2012 года.
Позировала для фотосессии в бикини для журнала Fitness Gurls. Так же журнал Fitness Gurls признал Тейт «самой красивой женщиной в ММА».
В июле 2016 года вышел фильм с участием Мишей Тейт: «Бойцовская долина» (англ. Fight Valley).

### Фильмография
| Год  | Название            | Роль             | Жанр           |
| ---- | ------------------- | ---------------- | -------------- |
| 2012 | «Fight Life»        | играет саму себя | документальный |
| 2016 | «Бойцовская долина» | Джебс            | боевик, драма  |

## Личная жизнь
В отношениях с бойцом Evolve MMA Джонни Нуньесом, 4 июня 2018 г. родила от него дочь Амайю; 14 июня 2020 года у пары родился сын.